# Krieg von Castellammare
Der Krieg von Castellammare war ein blutiger Konflikt zwischen den italo-amerikanischen Banden der Cosa Nostra 1930 und 1931, der überwiegend in New York City ausgetragen wurde und zwischen neun und zwölf Mobster das Leben kostete.

## Die Kontrahenten
Der Name ist von der Tatsache hergeleitet, dass die Kontrahenten der einen Seite alle aus der Nachbarschaft des Ortes Castellammare del Golfo auf Sizilien stammen, darunter Joseph Bonanno, Stefano Magaddino, Joseph Profaci, Giuseppe „Joe“ Aiello und deren Anführer Salvatore Maranzano. Ihre Gegner, die von ganz Sizilien und angrenzenden Regionen Süditaliens wie Kalabrien und Kampanien kamen, wurden von Joe Masseria geleitet. Zu Masseria gehörten unter anderem Al Capone, Lucky Luciano, Vito Genovese, Willie Moretti, Joe Adonis und Frank Costello.

„Neben der Masseria-Gruppe agierte in Manhattan und Brooklyn in enger Anlehnung an Masseria die Al Mineo Gang. Die Bronx kontrollierte Gaetano Reina, der Sohn von Giacomo Reina aus Corleone […]. Staten Island war das Arbeitsgebiet von Joseph Profaci. Die fünfte Gruppe stellte eine Besonderheit dar, da sie ihre Mitglieder ausschließlich aus Immigranten aus Castellammare del Golfo rekrutierte. Der nominelle Boss dieser Formation war Cola Schiro, das Sagen hatte jedoch Salvatore Maranzano. Die Castellammarese hatten sich ebenfalls für Manhattan und Brooklyn als Operationsgebiet entschieden…“

## Der Ausbruch des Konflikts
Ausgelöst wurde der Konflikt durch die Entsendung von Salvatore Maranzano durch Vito Cascio Ferro nach New York City. Dieser wurde der Anführer der Einwanderer aus Castellammare del Golfo in New York City. Weitere Männer aus der Region kamen nach New York, darunter Joseph Bonanno, Joseph Profaci, und Stefano Magaddino, mit denen sich Maranzano verbündete. Anstatt als Kontaktperson zwischen den USA und Italien zu pendeln, erhielt er jedoch angeblich vom Don Vito 1927 den Auftrag, die anderen Fünf Familien, die de facto schon bestanden, in New York zu übernehmen. Daraufhin begann er während der Alkoholprohibition insbesondere auf das Territorium Joe Masserias vorzudringen, indem er sich dessen Alkohollieferungen aneignete und anfing dessen illegale Bars („speakeasy“) zu übernehmen. Dieser wehrte sich gegen diese „Feindliche Übernahme“ und es kam zu einem blutigen Kampf in der Unterwelt, der als „Krieg von Castellammare“ bekannt wurde.
Bereits 1928 waren Spannungen zwischen den beiden Fraktionen deutlich zu erkennen. Als Gaetano Reina eine Forderung nach einer höheren Abgabe seiner Bande, die Vorläufer der späteren Lucchese-Familie war, ablehnte und Kontakt mit Maranzano aufnahm, wurde er am 26. Februar 1930 ermordet. Als Anführer über die Bande wurde Joseph Pinzola eingesetzt, der damit u. a. auch die Kontrolle über den Großteil des Stangeneisverkaufs in New York City übernahm; damals, als elektrische Kühlgeräte noch selten waren, ein begehrtes Geschäft.
Die Unterführer Gaetano Gagliano und Tommy Lucchese waren von dieser Einsetzung von außen nicht begeistert, hielten aber offiziell weiter zu Masseria. Allerdings wurde am 9. September 1930 Pinzola von unbekannten Killern erschossen und Gagliano wurde Boss über die Reina-Gang.
Inoffiziell hatten sich beide bereits vermutlich Lucky Luciano angeschlossen. Dieser war ebenfalls wie Gagliano und Lucchese offiziell ein loyaler Anhänger von Masseria. Allerdings war Luciano 1929 von unbekannten Tätern überfallen und fast zu Tode gefoltert worden. Als sein Jugendfreund Meyer Lansky Luciano die wahre Täterschaft durch Masseria enthüllte, beschloss dieser offenbar ein doppeltes Spiel mit Maranzano und Masseria zu treiben. Hinter dem Machtkampf zwischen den traditionellen Mustache Petes Masseria und Maranzano offenbarte sich somit auch ein Generationskonflikt zwischen den in den USA geborenen (den sogenannten „young turks“) um Luciano und den „greaseballs“ (am: Fettklöße), wie die Mustache Petes intern auch genannt wurden.
Im Verlaufe des Konflikts hatten Maranzanos Auftragsmörder Peter Morello, einen wichtigen Verbündeten Masserias, am 15. August 1930 in Harlem getötet, und Masserias Leute hatten Vito Bonventre, einen Untergebenen Maranzanos, ermordet. Die Ermordung Morellos markiert den offensichtlichen Beginn dieses Konfliktes.
Luciano behauptete später, Morello selbst ermordet zu haben, da sein Plan, die beiden Bosse gegeneinander auszuspielen, seinetwegen zu scheitern drohte. Peter Morello, ein Schwager des „Blackhanders“ Ignazio Saietta, war ein Veteran des Organisierten Verbrechens italienischer Prägung in New York City und galt als erfahrener Taktiker. 
Nach diesen zwei Morden schlossen sich Gagliano und Reina scheinbar Maranzano an. Am 23. Oktober 1930 wurde Joseph Aiello in Chicago ermordet, vermutlich auf Befehl Capones – zu dieser Zeit befanden sich feindliche sizilianische und nicht-sizilianische Fraktionen in gemischten Koalitionen, die nichts mehr mit der ursprünglichen Ausgangslage zu Beginn des Konflikts zu tun hatte.

## Die Wende
Infolge des Todes Aiellos gewann Maranzano die Oberhand im Krieg. Unter anderem wurden am 5. November 1930 Stefano Ferrigno und Alfred Mineo ermordet, welche wichtige Verbündete Masserias, Oberhaupt der später als „Genovese-Familie“ bezeichneten Fraktion der La Cosa Nostra, waren. Mitglieder Masserias, so auch sein Nachfolger Francesco Scalice als Oberhaupt der später als „Gambino-Familie“ bezeichneten Gruppe, begannen nun die Seiten zu wechseln, wodurch die ursprüngliche Konstellation – Castellammare gegen Nicht-Castellammare – endgültig aufgehoben wurde.
Am 3. Februar 1931 wurde Joseph Catania, ein weiterer wichtiger Underboss Masserias, niedergeschossen und starb zwei Tage später. Die heiße Phase des Krieges endete dann mit der Ermordung von Joe Masseria auf Coney Island, wo er am 15. April 1931 beim Mittagessen in einem Restaurant getötet wurde. Nach einer, heute als Legende bezeichneten, Version handelte es sich um ein Treffen zwischen Luciano und Masseria. Demnach befand sich Luciano gerade im Waschraum, als vier Männer, angeblich Albert Anastasia, Joe Adonis, Benjamin "Bugsy" Siegel und Vito Genovese, die Tat verübten. Ciro Terranova soll den Fluchtwagen gefahren haben. Ein jüngst veröffentlichter Polizeibericht der NYPD geht von einem Treffen von Masseria mit seinen Unterboss Sam Pollaccia aus und dieser ging dann zunächst in den Waschraum. In seiner Abwesenheit betrat Johnny „Silk Stocking“ Giustra das Restaurant, der dann zusammen mit Pollaccia Masseria erschossen hat. Pollaccia verschwand nach der Tat und wurde vermutlich ermordet, Giustra wurde 1931 in „East Harlem“ erschossen. Lucky Luciano, der zur Legendenbildung neigte, hatte sich dann die Story angeeignet. Pollaccia und Giustra waren wie Luciano ursprünglich Mitglieder der Five Points Gang bzw. einer der Nachfolgeorganisationen um Frankie Yale gewesen.

## Die Folgen
Nach Masserias Tod verkündete Maranzano die neue Organisationsstruktur der Mafia in den Vereinigten Staaten, welche seitdem im Großen und Ganzen unverändert blieb. Jede Familie sollte einen Boss haben, der von einem Underboss unterstützt wird, später kam noch der dritte Rang Consigliere dazu. Jede Familie soll in einzelne Mannschaften, Crews, bestehend aus Soldiers aufgeteilt werden, denen jeweils ein Capo übersteht. Außer in New York City bekam jede Großstadt im Nordosten und Mittleren Westen der USA eine Familie, New York hingegen bekam fünf, deren Anführer Luciano, Profaci, Gagliano, Bonanno und Mangano waren. Vermutlich wurde der Begriff Cosa Nostra (Unsere Sache) in dieser Zeit geschaffen.
Maranzano setzte sich über die Fünf Familien in New York City und nannte sich Capo di tutti i capi (it.: Boss aller Bosse) der Stadt. Er plante, Luciano zu beseitigen, doch dieser kam ihm zuvor: Am 10. September 1931 ließ dieser Maranzano ermorden und sorgte durch seinen Einfluss für eine dezentralere Struktur durch das National Crime Syndicate. Eine verbreitete Legende ist, dass Luciano in derselben Nacht, der „Night of Sicilian Vespers“, Dutzende von Maranzano-treuen Bossen im ganzen Land umbringen ließ. Diese Geschichte wurde von „Bo“ Weinberg in Umlauf gebracht, einem von Maranzanos Mördern.
In Wirklichkeit starben in dieser Nacht landesweit nur zwei oder drei Gangster aus den unteren Rängen. Und auch danach hielt sich der gewaltsame Austausch führender Köpfe in Grenzen. So verschwand am 15. Oktober 1931 Joseph Ardizzone – offenbar Opfer einer Lupara bianca – spurlos. Ardizzone hatte in der Auseinandersetzung Maranzano unterstützt. Nachfolger Jack Dragna als Oberhaupt der Familie in Los Angeles hatte dagegen beste Kontakte zu Lucky Luciano.